# Polygonum fertile
Polygonum fertile là một loài thực vật có hoa trong họ Rau răm. Loài này được (Maxim.) A.J. Li miêu tả khoa học đầu tiên năm 1998.